# Julien Michiels
Julien Michiels (2 april 1957) is een voormalige Belgische atleet, die zich had toegelegd op de middellange afstand. Hij nam eenmaal deel aan de Europese kampioenschappen en veroverde drie Belgische titels.

## Biografie
In 1979 veroverde Michiels de Belgische titel op de 800 m. Ook in 1981 en 1982 werd hij Belgisch kampioen. In 1982 nam hij deel aan de  Europese kampioenschappen in Athene. Hij werd er uitgeschakeld in de series.

### Clubs
Michiels was aangesloten bij Vlierzele Sportief en stapte in 1977 over naar AC Lebbeke.

### Beroep
Michiels was rijkswachter en werd in 1979 wereldkampioen bij de militairen.

## Belgische kampioenschappen
| Onderdeel | Jaar             |
| --------- | ---------------- |
| 800 m     | 1979, 1981, 1982 |

## Persoonlijke records
| Onderdeel | Prestatie | Datum            | Plaats    |
| --------- | --------- | ---------------- | --------- |
| 800 m     | 1.46,5    | 12 juni 1982     | La Coruña |
| 1500 m    | 3.40,6    | 19 augustus 1979 | Nice      |

## Palmares

### 800 m
- 1979:  BK AC - 1.49,4
- 1981:  BK AC - 1.52,40
- 1981:  Memorial Van Damme - 1.46,99
- 1982:  BK AC - 1.49,52
- 1982: 5e in serie EK in  Athene - 1.49,69